# 4543 Phoinix
4543 Phoinix је Јупитеров тројански астероид. Приближан пречник астероида је 62,79 ,
а средња удаљеност астероида од Сунца износи 5,101 астрономских јединица (АЈ).
Инклинација (нагиб) орбите у односу на раван еклиптике је 14,727 степени, а орбитални период износи 4208,987 дана (11,523 годину). Ексцентрицитет орбите астероида износи 0,097.
Апсолутна магнитуда астероида износи 9,70 а геометријски албедо 0,059.
Астероид је откривен 2. фебруара 1989. године.